# Mistrzostwa Azji w Judo 2005
Mistrzostwa Azji rozegrano w Taszkencie w Uzbekistanie w dniach 14–15 maja.

## Tabela medalowa
Gospodarz zawodów został zaznaczony kolorem.
| Poz.  | Państwo          |    |    |    | Łącznie |
| ----- | ---------------- | -- | -- | -- | ------- |
| 1.    | Japonia          | 8  | 4  | 4  | 16      |
| 2.    | Korea Południowa | 3  | 2  | 7  | 12      |
| 3.    | Mongolia         | 2  | 1  | 2  | 5       |
| 4.    | Korea Północna   | 1  | 2  | 0  | 3       |
| 5.    | Iran             | 1  | 1  | 1  | 3       |
| 6.    | Uzbekistan       | 1  | 0  | 4  | 5       |
| 7.    | Kazachstan       | 0  | 3  | 4  | 7       |
| 8.    | Chińskie Tajpej  | 0  | 2  | 1  | 3       |
| 9.    | Chiny            | 0  | 1  | 5  | 6       |
| 10.   | Tadżykistan      | 0  | 0  | 3  | 3       |
| 11.   | Kuwejt           | 0  | 0  | 1  | 1       |
| Razem | Razem            | 16 | 16 | 32 | 64      |

## Mężczyźni
| Waga    | Złoto:                     | Srebro:               | Brąz:                   | Brąz:                |
| 60 kg   | Cho Nam-suk                | Tatsuaki Egusa        | Sałamat Utarbajew       | Lin Chueh-chen       |
| 66 kg   | Chaszbaataryn Cagaanbaatar | Arasz Miresma’ili     | Bang Gui-man            | Toshiaki Umetsu      |
| 73 kg   | Kim Jae-bum                | Ajdar Kabimołłajew    | Rasul Bokijew           | Yūsuke Kanamaru      |
| 81 kg   | Takashi Ono                | Kim Soo-kyung         | Rauf Hukmatov           | Laziz Yuldoshev      |
| 90 kg   | Seigo Saito                | Batbayar Ariun-Erdene | Parviz Sobirov          | Ghanam Al-Dikan      |
| 100 kg  | Jang Sung-ho               | Askat Żytkejew        | Badar Myagmardorj       | Takamasa Anai        |
| +100 kg | Mohammad Rudaki            | Hidekazu Shoda        | Utkur Salyamov          | Jełdos Ichsangalijew |
| Open    | Abdullo Tangriyev          | Hiroaki Takahashi     | Sejjed Mahmudreza Miran | Wiaczesław Bierduta  |

## Kobiety
| Waga   | Złoto:                  | Srebro:          | Brąz:                 | Brąz:            |
| 48 kg  | Tomoko Fukumi           | Kim Myong-ok     | Kim Young-ran         | Shao Dan         |
| 52 kg  | An Kum-ae               | Kim Kyung-ok     | Mönchbaataryn Bundmaa | Yuki Yokosawa    |
| 57 kg  | Chiszigbatyn Erdenet-Od | Juri Miyamoto    | Yu Yaling             | Jung Hae-mi      |
| 63 kg  | Yoshie Ueno             | Wang Chin-fang   | Lee Bok-hee           | He Xiaoli        |
| 70 kg  | Mina Watanabe           | Liu Shu-yun      | Bae Eun-hye           | Kałżan Tajżanowa |
| 78 kg  | Sae Nakazawa            | Kim Ryon-mi      | Jeong Gyeong-mi       | Zhang Yanchun    |
| +78 kg | Mika Sugimoto           | Yu Song          | Jeong Ji-won          | Mariya Shekerova |
| Open   | Mika Sugimoto           | Sagat Äbykiejewa | Yu Song               | Mariya Shekerova |